# 指形链索海葵
指形链索海葵（学名：Hormathia digitata）为链索海葵科链索海葵属的动物。分布于北海到白海以及渤海等。